# Bob Doyle
Robert Andrew (Bob) Doyle est un activiste communiste et un militaire irlandais né le 12 février 1916 à Dublin et mort le 22 janvier 2009,. 
Il fut combattant lors de la guerre civile espagnole, en tant que membre des Brigades internationales, et lors la Seconde Guerre mondiale, en tant que membre de la marine marchande de l'Empire britannique.

## Biographie

### Jeunesse
Né dans un immeuble de la rue North King Street à Dublin, il s'est intéressé à la politique au cours des années 1930. En 1933, il fait partie d'une foule catholique anti-communiste qui attaque la Connolly House, le QG d'un groupe communiste irlandais. Il rejoint l'Armée républicaine irlandaise (IRA) après avoir perdu son œil gauche dans une bagarre avec les Chemises bleues. Il finit par s'intéresser davantage aux questions sociales qu'à la cause nationaliste irlandaise et décida de se porter volontaire dans les Brigades internationales en 1937, motivé par la mort de son ami et vétéran de l'IRA Kit Conway, tué au combat lors de la bataille de Jarama.

### Guerre civile espagnole
Il tente tout d'abord de se rendre en Espagne en tant que passager clandestin à bord d'un bateau à destination de Valence, où il est arrêté et expulsé. Il y parvient finalement en traversant les Pyrénées depuis la France, et se présente à un bataillon à Figueras. En raison de son expérience avec l'IRA, il est tout d'abord chargé d'entraîner les nouvelles recrues, mais finit par désobéir aux ordres en se rendant au front.

#### Capture et libération
Après avoir combattu à Belchite, il est capturé à Gandesa par le corps expéditionnaire fasciste italien Corpo Truppe Volontarie en 1938. En même temps que le chef de la Brigade internationale irlandaise, Frank Ryan.
Il est emprisonné durant 11 mois à San Pedro de Cardeña, un camp de concentration près de Burgos. Il y est régulièrement torturé par des gardes fascistes espagnols et interrogé par la Gestapo avant d'être finalement libéré lors d'un échange de prisonniers,.

### Installation en Angleterre
De retour en Irlande en 1939, il ne trouve pas de travail. Doyle s'enrôle dans la marine marchande britannique pendant la Seconde Guerre mondiale avant de s'installer à Londres avec son épouse espagnole, Lola. Il s'est impliqué alors dans les syndicats des imprimeries de Fleet Street. Il fut membre du Parti communiste de Grande-Bretagne et candidat aux élections locales.
Il visitait régulièrement l'Espagne et l'Irlande à l'occasion des commémorations des Brigades internationales, et publia un compte rendu de ses expériences en Espagne dans Brigadista: An Irishman's Fight Against Fascism. Dans une interview accordée au Irish Times, il déclara : « Je pensais qu'il y avait le danger que l'Irlande devienne fasciste et c'était une des raisons qui m'a décidé à aller en Espagne. »
Doyle et son épouse Lola ont donné naissance à un fils, le célèbre monteur de films et spécialistes des effets spéciaux Julian Doyle (en), qui a travaillé sur des films tels que Monty Python : Sacré Graal ! et Bandits, bandits.

### Mort

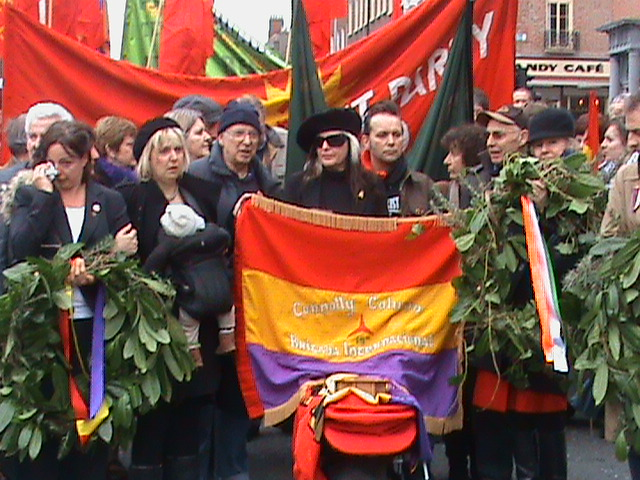
Cortège funèbre Robert "Bob" Doyle, Dublin, 2009

Il meurt le 22 janvier 2009 à l'âge de 92 ans. Ses cendres sont transportées à la tête d'un cortège funèbre dans les rues de Dublin. Un grand nombre de personnes, dont des membres du Parti travailliste irlandais, du Parti communiste d'Irlande et du Sinn Féin, sont présents.
Début juillet 2019, une plaque commémorative est installée à Dublin, sur North King Street où il est né.